# Ghiacciaio Razboyna
Il ghiacciaio Razboyna (in inglese: Razboyna Glacier) è un ghiacciaio vallivo lungo circa 6 km e largo 2,5, situato sulla costa di Zumberge, nella parte occidentale della Terra di Ellsworth, in Antartide. In particolare, il ghiacciaio, il cui punto più alto si trova a circa 1.000 m s.l.m., si trova nella parte sud-orientale della dorsale Sentinella, nelle Montagne di Ellsworth. Qui, esso fluisce verso nord-est scorrendo lungo il fianco settentrionale del picco Bagra, nelle cime Petvar, a nord del ghiacciaio Drama e a sud del piede del ghiacciaio Thomas, fino a uscire dalla valle a nord del picco Long.

## Storia
Il ghiacciaio Razboyna è stato così battezzato dalla Commissione bulgara per i toponimi antartici in onore dei villaggi di Razboyna, situati nella Bulgaria nord-orientale e in quella sud-orientale.